# Frescobaldi (software)
Frescobaldi je editor na zpracování souborů s notami zapsanými v LilyPondu. Cílem vývojáře je poskytnout výkonný, přitom však lehký a snadno obsluhovatelný editor. Frescobaldi je svobodný software, volně dostupný pod GNU General Public License. Je vyvíjen tak, že běží na všech většinových operačních systémech (Linux, Mac OS X a Microsoft Windows). Je pojmenován po Girolamovi Frescobaldim, italském skladateli a varhaníkovi pozdní renesance a raného baroka.
V dubnu 2009 Frescobaldi vyhrál cenu "HotPick" v Linux Format.
V květnu 2009 jej TuxRadar uvedl jako jeden z "100 open source gems".
Frescobaldi je napsán v Pythonu a používá pro své uživatelské rozhraní PyQt4.

## Vlastnosti
- Schopný textový editor se zvýrazňováním skladby a automatickým dokončováním
- Pohled na noty s pokročilým zpracováním funkce ukázat a klepnout
- Přehrávač MIDI pro zkušební poslech souborů MIDI vytvořených LilyPondem
- Působivý průvodce vytvořením notového zápisu k rychlému připravení not
- Správce úryvků na ukládání a k používání textových úryvků, předloh nebo skriptů
- Používání více verzí LilyPondu, automatický výběr správné verze
- Vestavěný prohlížeč dokumentace k LilyPondu a zabudovaná nápověda
- Moderní uživatelské rozhraní s možností nastavení barev, písem a klávesových zkratek
- Přeloženo do následujících jazyků: Nizozemština, angličtina, francouzština, němčina, italština, čeština, ruština, španělština, galicijština, turečtina a polština

## Notační funkce
- Převádění not (transpozice)
- Změna notace z poměrné výšky tónů (relativní) na naprostou (absolutní) a opačně
- Změna jazyka používaného pro názvy not
- Změna rytmu (zdvojnásobení, zkrácení na polovinu, přidání/odstranění teček, kopírování, vkládání) atd.
- Dělení slov textu písně spojovníkem na základě zabudovaných slovníků pro dělení slov
- Rychlé vložení natahovačů, dynamiky, artikulace
- Aktualizace skladby LilyPondu pomocí convert-ly, zobrazení rozdílů